# Richard Blaker
Richard Blaker, född 1893, död 1940, var en brittisk författare.
Blaker föddes i Indien, studerade klassiska språk i Oxford och debuterade som författare 1922 med romanen The voice in the wilderness. Bland hans romaner märks The medal without bar (1930), en av de främsta skildringarna av första världskriget i brittisk litteratur, Here lies a most beautiful lady (1935, svensk översättning "Gentleman Johns hustru" 1936) samt dess fortsättning But beauty vanishes (1936) samt David of Judah (1937) med motiv från bibeln.